# Aurel Băeșu
Aurel Băeșu (n. 26 mai 1896, Fălticeni, Suceava, România – d. 24 august 1928, Piatra-Neamț, Neamț, România), a fost un pictor român.

## Biografie
Mic de statură, extrem de vioi, a văzut lumina zilei într-o familie cu multe greutăți materiale. Era fiul unui modest funcționar de prefectură. Rămas orfan de mamă la o vârstă fragedă, s-a atașat de a doua mamă, Natalia Băeșu, după recăsătorirea tatălui său.
Între 1907 și 1912 urmează cursurile gimnaziului "Alexandru Donici" din Fălticeni, unde dă dovadă de reale aptitudini pentru desen. După absolvirea acestuia, se înscrie în anul 1912 la Școala de Belle Arte din Iași unde studiază pictura timp de patru ani cu Constantin Artachino și Gheorghe Popovici. Aici se remarcă alături de alți doi tineri - Mihai Onofrei și Adam Bălțatu. Este distins de către Academia Română, în anul 1915, cu Premiul I "Lecomte de Nöuy" pentru desen.
În timpul primului război mondial este mobilizat.
Spirit cercetător, simțind nevoia unei culturi artistice mai cuprinzătoare, pleacă în Italia pentru a se înscrie la cursul liber de pictură al Institutului de Belle Arte din Roma. Aici rămâne pentru doi ani, între 1920 și 1922.
În 1926, o nouă călătorie în Europa, cu popasuri în Franța, Slovenia și Ungaria, contribuie la o treptată decantare a impresiilor, la realizarea unor forme noi de expresie, cu tendințe de simplificare decorativă.
Bolnav de tuberculoză, moare pe 24 august 1928 și este înmormântat în cimitirul Valea Viei din Piatra Neamț.

## Aprecieri critice
Fără îndoială, Aurel Băeșu (1897-1928) s-a stins prea de timpuriu pentru ca vreo concluzie să aibă pretenția de a fi definitivă în ceea ce-l privește. Începuturile creației sale demonstrează cât de puternică a fost influența esteticii grigoresciene, chiar și în anii primului război mondial.
- Vasile Draguț, Vasile Florea, Dan Grigorescu, Marin Mihalache, critici de artă

## Galerie imagini

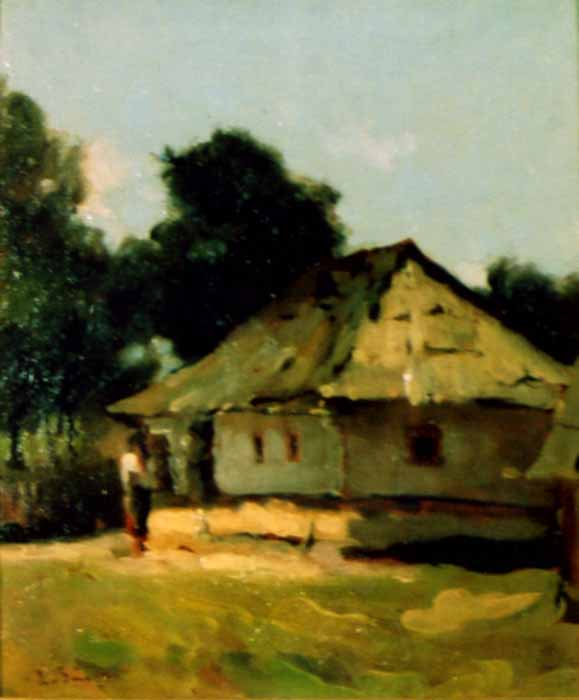
Casa din Humuleşti
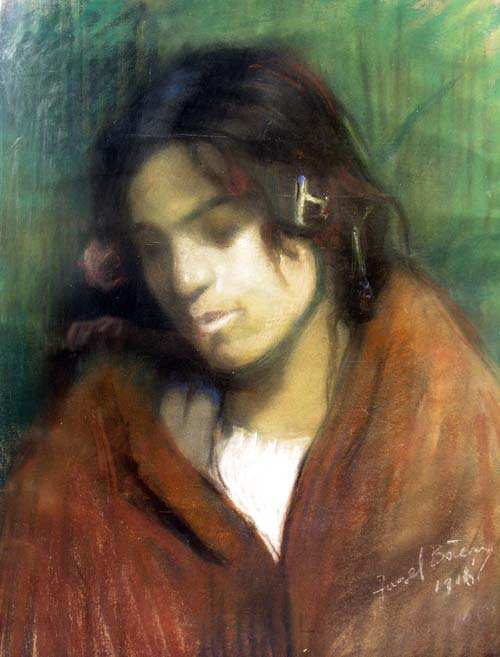
Portret de fată